# Amphisbaena frontalis
Amphisbaena frontalis är en ödleart som beskrevs av  Paulo Emilio Vanzolini 1991. Amphisbaena frontalis ingår i släktet Amphisbaena och familjen Amphisbaenidae. Inga underarter finns listade i Catalogue of Life.